# Qualificazioni al campionato mondiale di calcio 2014 - AFC - Fase finale, gruppo A

## Classifica
| Squadra       | Pt | G | V | N | P | GF | GS | DR |
| ------------- | -- | - | - | - | - | -- | -- | -- |
| Iran          | 16 | 8 | 5 | 1 | 2 | 8  | 2  | +6 |
| Corea del Sud | 14 | 8 | 4 | 2 | 2 | 13 | 7  | +6 |
| Uzbekistan    | 14 | 8 | 4 | 2 | 2 | 11 | 6  | +5 |
| Qatar         | 7  | 8 | 2 | 1 | 5 | 5  | 13 | -6 |
| Libano        | 5  | 8 | 1 | 2 | 5 | 3  | 12 | -9 |

## Risultati
| Arbitro: | Yūichi Nishimura |

|  |           |                  |
|  | Marcatori | 90+4’ Khalatbari |

| Arbitro: | Nawaf Shukralla |

|  |           |           |
|  | Marcatori | 64’ Soria |

| Arbitro: | Abdullah Al Hilali |

|              |           |             |
| Al Saadi 34’ | Marcatori | 12’ Hasanov |

| Arbitro: | Ali Al-Badawi |

|         |           |                                                         |
| Ali 22’ | Marcatori | 26’, 80’ Lee Keun-ho 55’ Kwak Tae-Hwi 63’ Kim Shin-Wook |

| Arbitro: | Masaaki Toma |

|                                        |           |  |
| Kim Bo-Kyung 30’, 48’ Koo Ja-Cheol 90’ | Marcatori |  |

| Teheran 12 giugno 2012, ore 20:00 UTC+4:30 | Iran        | 0 – 0 referto | Qatar | Stadio Azadi (100.000 spett.)\| Arbitro: \| Peter Green \| |
| Arbitro:                                   | Peter Green |               |       |                                                            |

| Arbitro: | Benjamin Williams |

|                                       |           |                                         |
| Ki Sung-Yueng 14’ (aut.) Tursunov 59’ | Marcatori | 44’ (aut.) Filiposyan 57’ Lee Dong-gook |

| Arbitro: | Tan Hai |

|           |           |  |
| Antar 27’ | Marcatori |  |

| Arbitro: | Malik Abdul Bashir |

|              |           |  |
| Nekounam 76’ | Marcatori |  |

| Arbitro: | Tan Hai |

|  |           |              |
|  | Marcatori | 13’ Tursunov |

| Arbitro: | Ali Al Badwawi |

|  |           |            |
|  | Marcatori | 72’ Bakaev |

| Arbitro: | Khalil Al Ghamdi |

|           |           |  |
| Soria 75’ | Marcatori |  |

| Arbitro: | Yūichi Nishimura |

|                                     |           |             |
| Lee Keun-ho 60’ Son Heung-Min 90+6’ | Marcatori | 63’ Ibrahim |

| Arbitro: | Malik Abdul Bashir |

|             |           |  |
| Jeparov 63’ | Marcatori |  |

| Arbitro: | Malik Abdul Bashir |

|  |           |                   |
|  | Marcatori | 66’ Goochannejhad |

| Arbitro: | Benjamin Williams |

|             |           |           |
| Maatouk 12’ | Marcatori | 90+5’ Woo |

| Arbitro: | Minoru Tōjō |

|                         |           |  |
| Shorakhmedov 42’ (aut.) | Marcatori |  |

| Arbitro: | Masaaki Toma |

|                                                    |           |  |
| Khalatbari 39’ Nekounam 45’, 86’ Goochannejhad 46’ | Marcatori |  |

| Arbitro: | Tan Hai |

|  |           |                   |
|  | Marcatori | 60’ Goochannejhad |

| Arbitro: | Peter Green |

|                                                |           |                 |
| Nasimov 61’, 74’ Zoteev 72’ Ahmedov 88’, 90+2’ | Marcatori | 37’ Ilyas Bakur |